# 楢崎みどり
楢崎 みどり（ならざき みどり、1969年- ）は、日本の法学者、国際法学者、国際私法学者。中央大学法学部教授。
研究テーマは、金融規制法と国家管轄権。

## 略歴
- 1987年：千葉県立木更津高等学校卒業
- 1991年：千葉大学法経学部法学科卒業
- 1993年：中央大学大学院法学研究科博士前期課程修了
- 1995年：同大学大学院法学研究科博士後期課程中退。小樽商科大学商学部講師
- 1996年　同大学商学部助教授
- 2005年：中央大学法学部助教授
- 2014年：同大学法学部教授[2]